# 조윤영 (작가)
조윤영은 대한민국의 텔레비전 드라마 작가이다. 

## 드라마
- 2004년 ~ 2005년 SBS 주말 미니시리즈 《마지막 춤은 나와 함께》 ... 공동집필
- 2005년 SBS 주말 미니시리즈 《해변으로 가요》 ... 공동집필
- 2009년 MBC 수목 미니시리즈 《신데렐라 맨》 ... 집필
- 2016년 SBS 월화 미니시리즈 《달의 연인 - 보보경심 려》 ... 집필
- 2023년 SBS 목드라마《국민사형투표》 ... 집필